# Marcos Salazar Delfino
Marcos Salazar Delfino (Caracas, Venezuela, 20 de noviembre de 1948) es un pintor y escultor venezolano.

## Biografía
Pintor y escultor venezolano. Nace en Caracas, Venezuela el 20 de noviembre de 1948.
Hasta 1971, realiza estudios de Ingeniería Civil e Industrial en la Universidad Católica Andrés Bello (UCAB) ( Caracas – Venezuela).
Previamente, realizó estudios de filosofía en la Universidad Central de Venezuela durante el período 1968 – 1969.
En el año 1972, estudia técnicas de fabricación de moldes con el maestro Biaggio Campanella; Escuela de Artes Plásticas Cristóbal Rojas (Caracas – Venezuela).
Durante el período 1974-1975, funge como profesor de dibujo y pintura en el Taller de Arte Libre de la UCV.
Su obra parte de la realidad científica, poética y mítica que se hallan en el escudo guayanés y el Autana. Se enfoca como trabajo conceptual en la génesis, desde los orígenes de las edades geológicas y de las culturas autóctonas, como los “pemones” venezolanos.
De acuerdo a la naturaleza de los materiales utilizados en su obra escultórica, se encuentran principalmente la resina poliéster y el granito.
En 1988, junto a Jorge Pizzani, Rafael Barrios, y Jorge Marturet, reimaginan los espacios ideales de una morada en la experiencia colectiva “Casa Bonita” (MACCSI, 1988)

Luego, en 1993 expone ¨Memorias del pan¨ (MACCSI, 1993), siendo una de las muestras individuales más importantes del artista ya que representa también uno de sus mejores momentos. La curadora Maria Luz Cardenas describe en el texto del catálogo de "Memorias del pan" que:
"“Si alguna referencia poética pudiera dar cuenta de lo que revela esta exposición, tal podría ser ésta [la] de Hölderlin. El éter, hidrógeno fino, fluye por entre los cristales, espacios y sonidos vacíos creados por la ausencia de los semitonos. "Memorias del pan" se basa sobre ese fluido generando ondas en sus superficies: 'oxígeno de Dios' […]. La muestra ha sido concebida como un sistema de lecturas y correspondencias donde tres pequeñas referencias (El Llamado, Fósil y El Manantial) establecen el planteamiento conceptual que llevó posteriormente a las grandes creaciones fragmentadas que se llaman, acercan, separan y nunca se encuentran entre sí, pero, eso sí, inducen a los espectadores a vivir en esos espacios de vacío que impulsan necesariamente a la producción de una acción transformadora y cristalizadora de energía"

## Exposiciones

### Individuales
- 1969 Exposición y performance, Monasterio Eudista de Bogotá, Colombia.
- 1969 Sala de Exposiciones, Universidad de Manaos, Brasil.
- 1969 Casa de la Cultura, Belem Do Para, Brasil.
- 1974 Sala de Exposiciones de Instituto Nacional de Cultura y Bellas Artes (INCIBA), Caracas, Venezuela.
- 1975 Por los Caminos del Bosque. Sala de La Reina, Museo de América, Madrid, España.
- 1978 Canto al alma que se plasma y se proyecta tal cual es, sobre su propia sombra, La Librería, Sala Mendoza, Caracas, Venezuela.

- 1987 Pinturas y esculturas, Galería Sotavento, Caracas, Venezuela.
- 1990 Esculturas recientes, Galería Clave, Caracas, Venezuela.
- 1993 Memorias del pan, MACCSI, Venezuela.
- 1997 El eco, Librería Monte Ávila Editores Latinoamericana, Complejo Cultural Teresa Carreño, Caracas, Venezuela.
- 1999 Trasoír, Galería La Otra Banda, Mérida, Venezuela.
- 2017 Recuento, Ateneo de Caracas, Venezuela

### Colectivas
- 1974 Salón de jóvenes Galería Altamira de Caracas, Venezuela.
- 1974 Salón Centro Plaza Jóvenes Artistas, Caracas, Venezuela.
- 1975 Salón de Jóvenes, Galería Serra, Caracas, Venezuela.
- 1975 Galería Arvil, México.
- 1975 Galería Rubbers, Buenos Aires, Argentina.
- 1977 V Salón Nacional de Jóvenes Artistas, Caracas, Venezuela.
- 1977 Festival Internacional de Máscaras, Craft and Folk Museum, Los Ángeles, California.
- 1978 36º Salón Nacional de Artes Visuales, Arturo Michelena, Valencia, Venezuela.
- 1979 37.º Salón Nacional de Artes Visuales, Arturo Michelena, Valencia, Venezuela.
- 2018 Corta el hambre desde el arte, Tejiendo Nidos, Caracas, Venezuela